# 卵叶山矾
卵叶山矾（学名：Symplocos ovalifolia）为山矾科山矾属下的一个种。

## 扩展阅读
- 維基物種上的相關：卵叶山矾